# 程松
程松（？—？），字冬老，池州青阳（今安徽省青阳县）人，南宋大臣。

## 生平
程松登进士第，调任湖州长兴尉。章森、吴曦出使金朝，程松为傔从。庆元年间，韩侂胄执政用事，吴曦为殿帅。当时程松知钱塘县，谄媚吴曦结交韩侂胄。韩侂胄因为小事逐出爱姬，程松听说，以百千钱买回来，到了后则隆盛供帐，安置在中堂，夫妇侍奉恭谨。不久，韩侂胄气消後，再召爱姬，爱姬告诉他程松的厚待，韩侂胄大喜，于是任命程松干办行在诸军审计司、守太府寺丞。不到十天，升迁为监察御史，擢升为右正言、谏议大夫。
吕祖泰上书，请求诛杀韩侂胄、苏师旦，程松与陈谠弹劾吕祖泰当诛，吕祖泰于是被流放岭南。程松一年没有升官，怏怏不乐，于是献给韩侂胄一妾，名叫“松寿”。韩侂胄奇怪这个名字，问他，他回答：“想要使我的贱名常蒙您的记忆。”嘉泰元年（1201年）担任同知枢密院事，自县官至执政才四年。
开禧元年（1205年），以资政殿大学士知成都府、四川制置使。韩侂胄决议开边，计划以两年四月分道进兵，命程松为宣抚使，兴元都统制吴曦作为副守，后加吴曦为陕西招抚使，允许他随机从事。程松率领东军三万驻守兴元府，吴曦率领西军六万驻守河池。程松至益昌，想要以执政之礼责令吴曦在庭中参拜，吴曦听说後，到达边境就回去了。程松用东西军一千八百人保护自己，吴曦把很多人抽调出去，程松还是不明白。吴曦派门客向金国投降，献出关外四州地，求为蜀王。有人告发吴曦叛乱，程松笑这个人发狂。金国人攻取成州，守将弃关逃走，吴曦焚烧河池回到兴州。程松给吴曦求援兵，吴曦回答“凤州不是用骑兵之地，汉中平坦，可以骑马驱驰，可以派三千骑兵前往。”这样骗他。
不久，金国封吴曦为蜀王。吴曦写信给程松说明他叛宋，程松不知所为。兴元帅刘甲、茶马使范仲任见程松，计划起兵诛杀吴曦，程松害怕事情暴露招祸，于是向二人作揖让他们走。后来有人报告金国人将至，百姓逃跑践踏，城中沸腾。程松向米仓山逃走，由阆州顺流至重庆，写信给吴曦，请求花钱买船，称吴曦为蜀王。吴曦遣使用匣子装着东西馈赠给他，程松看见很害怕，怀疑是剑，马上逃走。使者追上，程松不得已打开来看，原来是金宝。程松于是兼程出三峡，向西擦着眼泪说：“我今天可算保住头颅了。”吴曦被杀，宋宁宗下诏将程松落职，降官三级，安置在筠州居住，再降为顺昌军节度副使，安置在澧州。又贬为果州团练副使，安置在宾州。最后死在宾州。

## 家族
- 曾祖：程淳，終官承信郎、贈太子少保
- 曾祖母：徐氏，贈齊安郡夫人
- 祖：程據，贈奉直大夫、太子少傅
- 祖母：江氏，宜人、贈信安郡夫人
- 父：程九萬，贈集英殿修撰
- 妻：畢氏，令人、贈宜春郡夫人

## 延伸阅读
[在维基数据编辑]
 《宋史·卷396》，出自脱脱《宋史》